# Ĝ
Das Ĝ (kleingeschrieben ĝ) ist ein Buchstabe des lateinischen Schriftsystems. Es besteht aus einem G mit einem Zirkumflex.
Der Buchstabe wird in der Esperanto-Rechtschreibung verwendet, um die stimmhafte postalveolare Affrikate (IPA: ʤ) darzustellen, was dem deutschen dsch in „Dschunke“ entspricht. Weiterhin kennt das Alphabet der aleutischen Sprache das Ĝ, es wird dort ausgesprochen wie das deutsche R (IPA: ʁ). Im Guaraní-Alphabet wird Ĝ als Ersatz für die in Unicode nicht codierte Glyphe G̃ (G mit Tilde; Lautwert: ŋ) verwendet.

## Darstellung auf dem Computer
Unicode enthält das Ĝ an den Codepunkten U+011C (Großbuchstabe) und U+011D (Kleinbuchstabe).